# 8155 Battaglini
8155 Battaglini è un asteroide della fascia principale. Scoperto nel 1988, presenta un'orbita caratterizzata da un semiasse maggiore pari a 2,6685197 UA e da un'eccentricità di 0,2184173, inclinata di 2,51948° rispetto all'eclittica.
L'asteroide è dedicato al matematico italiano Giuseppe Battaglini.